# Mar Bosch Oliveras
Mar Bosch Oliveras (Gerona, 1981) es una escritora española en lengua catalana. Es licenciada en Filosofía y especializada en Periodismo cultural por la Universidad de Gerona. Fue ganadora del Premio de novela corta Just Manuel Casero 2012 con su primera novela Bedlam: darrere les hores càlides, publicada por la editorial Empúries en 2013. En septiembre de 2015 se hace cargo del primer club de lectura de su población, especializado en autores locales y con presencia de los autores a los encuentros. Después de un libro dedicado a la ciudad de Gerona, en junio del 2016 publica la novela Les generacions espontànies con Edicions del Periscopi, ganadora del Premio El setè cel de Salt 2017. En septiembre del 2018 aparece en Comanegra su tercera novela: Vindràs amb mi després del diluvi. En 2020 gana el Premio L'Illa dels Llibres con La dona efervescent (Univers Llibres).

## Obras
- Bedlam: darrere les hores càlides. (Empúries, 2013)
- 1001 curiositats de Girona i el Gironès. (L'Arca 2015)
- Les generacions espontànies. (Edicions del Periscopi 2016)
- Vindràs amb mi després del diluvi (Comanegra 2018)
- La dona efervescent (Univers Llibres 2020) / La mujer efervescente (Catedral, 2020), traducción de Josan Hatero
- El dia de l'esquerda (La Galera, 2021)
- L'edat dels vius (Univers, 2022)